# Бековка
Бе́ковка (каз. Бековка) — село у складі Бородуліхинського району Абайської області Казахстану. Входить до складу Бель-Агацького сільського округу.
Населення — 57 осіб (2021; 122 у 2009, 153 у 1999, 182 у 1989).
Національний склад станом на 1989 рік:
- казахи — 100 %